# جورج بوكستون
جورج بوكستون هو سياسي أمريكي، (و. ديسمبر 1866  م). نشط حزبياً في الحزب الجمهوري.